# Shards of Alara
Shards of Alara is een uitbreidingsset voor het TCG Magic: The Gathering en de eerste set van het Alara block.

## Details
Shards of Alara werd door Wizards of the Coast uitgebracht op 3 oktober 2008. De set bestaat uit 249 kaarten, waarvan:
- 15 mythic rare kaarten
- 53 rare kaarten
- 60 uncommon kaarten
- 101 common kaarten
- 20 basic land kaarten

Shards of Alara is de eerste en grootste set van het Alara block, dat werd uitgebracht doorheen 2008 en 2009. De overige twee uitbreidingssets zijn Conflux en Alara Reborn. De hoofdontwerper voor de set was Bill Rose, en de ontwikkeling stond onder leiding van Devin Low.
De “development code” voor Shards of Alara was Rock, en de “expansion code” is ALA. De tagline luidt “five worlds share one fate”, die verwijst naar de vijf “shards” van Alara. De set was de eerste die onder de nieuwe richtlijnen van WotC viel, met een kleiner aantal kaarten en voor het eerst mythic rare kaarten.
Het basisidee achter de set was aandacht voor multicolour gameplay, en resulteerde in kaarten die drie van de vijf manakleuren uit Magic combineren. Elke van de vijf “shards” heeft een basiskleur, en twee “allied colours”. Ook heeft elke shard zijn eigen key words en creature types.

## Bant
Bant is de shard gebaseerd op witte mana, met groen en blauw als bijkomstige kleuren. Het key wordt is Exalted, en de creatures vallen onder te types Angels, Rhox, Aven en Human.

## Esper
Esper is de shard gebaseerd op blauwe mana, met wit en zwart als bijkomstige kleuren. Alle creatures zijn Artifact Creatures en  vallen onder te types Human, Sphinx en Vedalken.

## Grixis
Grixis is de shard gebaseerd op zwarte mana, met blauw en rood als bijkomstige kleuren. Het key wordt is Unearth, en de creatures vallen onder te types Demon, Zombie, Human en Skeleton.

## Jund
Jund is de shard gebaseerd op rode mana, met zwart en groen als bijkomstige kleuren. Het key wordt is Devour, en de creatures vallen onder te types Dragon, Human, Goblin en Viashino.

## Naya
Naya is de shard gebaseerd op groene mana, met rood en wit als bijkomstige kleuren. De techniek van Naya is het versterken van creatures met power 5 of meer, en de creatures vallen onder te types Human, Beast, Elf en Leonin. Bijna alle creatures van Naya met power 5 of meer zijn Gargantuan, titanische monsters die zijn ontstaan door overvloedig voedsel.